# Guerra de sucesión austríaca
La guerra de sucesión austríaca (en alemán: Österreichischer Erbfolgekrieg), también conocida como guerra de la Pragmática o guerra de la  Pragmática Sanción, fue un conflicto bélico que involucró a la mayoría de las potencias de Europa sobre el tema de la sucesión de la archiduquesa María Teresa en la Monarquía de los Habsburgo. La guerra incluyó eventos periféricos como la guerra del rey Jorge, en la América británica, la guerra del Asiento (que comenzó formalmente el 23 de octubre de 1739 en el Caribe), la Primera Guerra Carnática, en la India, la Rebelión jacobita de 1745, en Escocia, y la Primera y segunda guerra de Silesia, además de la guerra Ruso-Sueca 1741-1743.
La causa de la guerra fue la alegada inelegibilidad de María Teresa para suceder a  su padre Carlos VI en las diversas coronas que ostentaba (incluyendo la del Imperio Habsburgo), porque la ley sálica impedía la herencia real de una mujer. Esta iba a ser la justificación clave de Francia y Prusia, junto con el Electorado de Baviera, para desafiar al poder de los Habsburgo. María Teresa era apoyada por el reino de Gran Bretaña, la República neerlandesa y el Electorado de Hannover, conocidos colectivamente como los Aliados Pragmáticos. A medida que el conflictó se expandió, atrajo a otros participantes, entre ellos España, el reino de Cerdeña, el Electorado de Sajonia, Suecia y Rusia.
La Guerra comenzó el 16 de diciembre de 1740, cuando Federico II de Prusia invadió Silesia, una de las provincias más ricas de los Habsburgo. Su ejército derrotó a los austriacos en Mollwitz en abril de 1741 y se apoderó de Silesia. Su victoria aumentó la sospecha en Europa de que los dominios de los Habsburgo eran incapaces de defenderse y, por lo tanto, aseguró que la guerra se generalizara. En menos de un mes, el francés Charles-Louis-Auguste Fouquet, conde (más tarde mariscal y duque) de Belle-Isle, construyó una alianza con Baviera y España y, más tarde, con Sajonia y Prusia contra Austria. María Teresa obtuvo su principal apoyo extranjero de Gran Bretaña, que temía que, si los franceses lograban la hegemonía en Europa, el imperio comercial y colonial británico sería insostenible. Así, la guerra de sucesión austriaca constituyó, en parte, una fase del conflicto entre Francia y Gran Bretaña que duró desde 1689 hasta 1815.
España, que desde 1739 libraba con Gran Bretaña la guerra del Asiento por el control de las colonias y el comercio con la América Española, entró en la guerra en el continente para restablecer su influencia en el norte de Italia, revirtiendo aún más el dominio austríaco sobre la península italiana que se había logrado a expensas de España como consecuencia de la guerra de sucesión española a principios del siglo XVIII (1701-1713).
Para comienzos de 1748, Francia poseía la mayor parte de los Países Bajos austríacos, pero estaba al borde de la bancarrota debido al coste de la guerra y a un bloqueo naval británico paralizante. La guerra terminó con el Tratado de Aquisgrán en 1748, mediante el cual se confirmó a María Teresa como archiduquesa de Austria y reina de Hungría, pero que no logró resolver las tensiones subyacentes entre los firmantes, muchos de los cuales estaban descontentos con los términos. Francia obtuvo ganancias mínimas a cambio de un enorme gasto, mientras que los españoles obtuvieron los ducados de Parma, Piacenza y Guastalla. Prusia, a menudo considerada la ganadora más clara, mantuvo el control de Silesia, resultado que socavó la antigua alianza anglo-austriaca, ya que María Teresa quedó profundamente resentida por la insistencia británica en que cediera Silesia para hacer la paz, y se propuso recuperarla como su principal objetivo. Al mismo tiempo, la guerra demostró que Hannover, que para entonces estaba en unión personal con la Corona británica, era vulnerable a ataques prusianos, mientras que muchos políticos británicos sentían que habían recibido pocos beneficios de los enormes subsidios pagados a Austria. 
El resultado fue el realineamiento conocido como la Revolución diplomática. Austria y Francia pusieron fin a la rivalidad que había dominado los asuntos europeos durante siglos, mientras que Prusia se alió con Gran Bretaña. La paz pronto se rompió cuando el deseo de Austria de recuperar Silesia se entrelazó con la agitación política en Europa, que culminó en la guerra de los Siete Años (1756-1763).

## Antecedentes

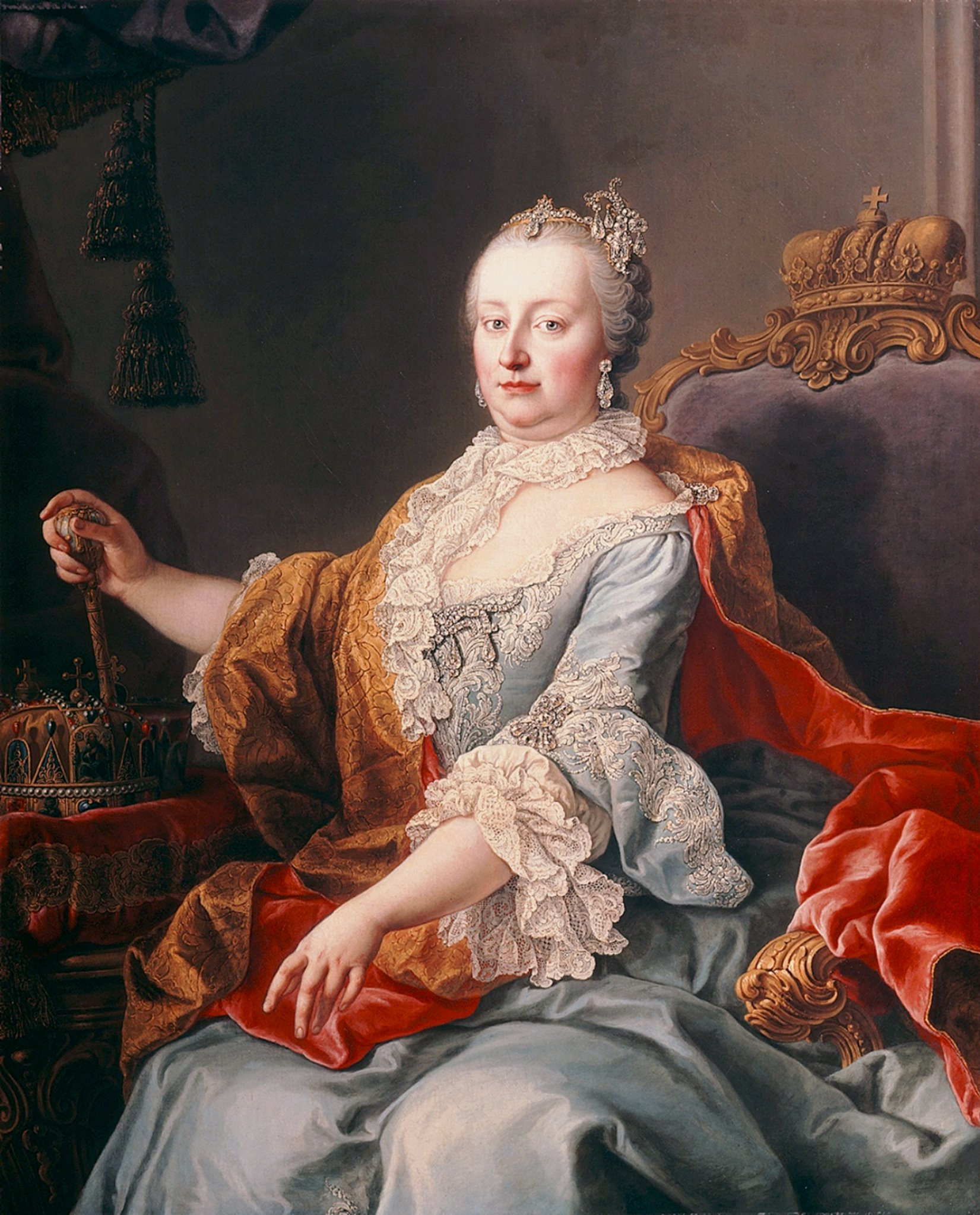
Emperatriz María Teresa, reina de Hungría y Bohemia y archiduquesa de Austria

La causa inmediata de la guerra fue la muerte en 1740 del emperador Carlos VI (1685-1740) y la herencia de la monarquía de los Habsburgo, a menudo denominada colectivamente como Austria. El Pacto mutuo de sucesión de 1703 preveía que si los Habsburgo se extinguían en la línea masculina, estas posesiones pasarían primero a María Josefa y María Amalia, hijas del emperador José I, y luego a manos de Carlos, su hermano menor. Dado que la ley sálica excluía a las mujeres de la herencia, este acuerdo requería la aprobación de los diversos territorios de los Habsburgo y de la Dieta Imperial.
Carlos sucedió a José en 1711 y dos años después emitió la Pragmática Sanción de 1713, que confirmó el principio de la herencia femenina. Sin embargo, también modificó el acuerdo de 1703 al colocar los derechos de sus propios hijos en primer lugar y, tras el nacimiento de su primera hija, María Teresa, en 1717, la política interna y externa de Carlos estuvo dominada por asegurar su sucesión por delante de la de sus dos sobrinas. Antes de sus respectivos matrimonios con Federico Augusto de Sajonia y Carlos Alberto de Baviera en 1719, ambas sobrinas se vieron obligadas a renunciar formalmente a sus derechos a la herencia. Carlos asumió que la rivalidad entre Sajonia y Baviera aseguraría el trono de su hija, ya que ninguna de ellas estaba dispuesta a permitir que la otra heredara, pero en cambio dio a sus dos mayores rivales un derecho a las tierras de los Habsburgo.
Carlos también buscaba asegurar la sucesión de María Teresa no sólo de las tierras de su familia, sino también de los títulos y poderes del Emperador del Sacro Imperio Romano Germánico. Aunque había estado en manos de los Habsburgo durante más de 300 años, este era un cargo electivo y no podía ser ocupado por una mujer. El problema se vio exacerbado por las tensiones dentro del Sacro Imperio Romano Germánico, causadas por los dramáticos aumentos en el tamaño y el poder de Baviera, Prusia y Sajonia, reflejados en la expansión posterior a 1683 del poder de los Habsburgo en tierras que anteriormente estaban en manos del Imperio otomano. Estas fueron las fuerzas centrífugas detrás de una guerra que reformó el equilibrio de poder europeo tradicional; las diversas reclamaciones legales fueron en gran medida pretextos y se consideraron como tales.
Baviera y Sajonia se negaron a estar sujetas a la decisión de la Dieta Imperial, mientras que en 1738 Francia acordó respaldar las «justas reclamaciones» de Carlos Alberto de Baviera a pesar de haber aceptado previamente la Pragmática Sanción en 1735. Intentos de contrarrestar esta situación hicieron que Austria se viera envuelta en la Guerra de sucesión de Polonia (1733-1735) y en la Guerra ruso-turca (1735-1739), viéndose debilitada por las pérdidas sufridas. La situación se agravó por la falta de preparación de María Teresa para su nuevo papel, y muchos estadistas europeos se mostraron escépticos respecto de que Austria pudiera sobrevivir a la contienda que seguiría a la muerte de Carlos, que finalmente se produjo en octubre de 1740.
En 1740, tras la muerte de su padre, Carlos VI, María Teresa le sucedió como archiduquesa de Austria, reina de Hungría, Croacia y Bohemia, y duquesa de Parma. Su padre era emperador del Sacro Imperio Romano Germánico, pero María Teresa no era una buena candidata para ese título, que nunca había sido ocupado por una mujer; el plan era que ella fuera aceptada en los dominios hereditarios, y su esposo, Francisco Esteban, fuera elegido emperador del Sacro Imperio. Las complicaciones que conllevaba la existencia de una gobernante femenina Habsburgo eran previsibles, y Carlos VI había persuadido a la mayoría de los Estados de Alemania para que aceptaran la Pragmática Sanción de 1713.
En Prusia, mientras tanto, Federico II sucedió a su padre Federico Guillermo como rey de Prusia el 31 de mayo de 1740 a la edad de 28 años. Aunque Prusia había aumentado en importancia en las décadas anteriores, sus territorios dispares y dispersos le impedían ejercer un poder significativo, una realidad que Federico pretendía cambiar. La muerte de Carlos VI le proporcionó a Federico una oportunidad ideal para hacerse con Silesia, pero necesitaba hacerlo antes de que Augusto de Sajonia y Polonia pudiera adelantársele. Los problemas comenzaron cuando el rey Federico II violó la Pragmática Sanción e invadió Silesia el 16 de diciembre de 1740, argumentando la soberanía prusiana sobre el territorio gracias al Tratado de Brieg de 1537 (que estipulaba que los Hohenzollern de Brandeburgo serían los herederos del territorio si la rama de los Piast desaparecía).
María Teresa era percibida como una gobernante débil, y otros monarcas (como Carlos Alberto de Baviera) se presentaron como competidores a la corona Imperial.

## Estrategias
Durante gran parte del siglo XVIII, Francia manejó sus guerras de la misma manera. Dejaría que sus colonias se defendieran solas, ofreciendo solo una ayuda mínima (enviaría un número limitado de tropas o soldados sin experiencia), anticipando que la lucha por las colonias probablemente se perdería de todos modos. Esta estrategia fue, hasta cierto punto, impuesta a Francia: la geografía, junto con la superioridad de la Marina británica, hicieron difícil para la Marina francesa proporcionar suministros y apoyo a las colonias. Del mismo modo, las extensas fronteras terrestres hicieron de vital importancia el mantenimiento de las fuerzas militares en el continente. Teniendo en cuenta estas necesidades militares, el Gobierno francés, como era de esperar, basó su estrategia en el teatro europeo: mantendría la mayor parte de su ejército en el continente. Al final de la guerra, Francia devolvió sus conquistas europeas, y a cambio recuperó sus posesiones perdidas en el extranjero, como Luisburgo.
Los británicos por tradición, así como por pragmáticas razones, tendían a evitar comprometer tropas en el continente. Se trató de compensar la desventaja en Europa aliándose con una o más potencias continentales opuestas a sus enemigos, en particular opuestas a Francia. Para la guerra de sucesión austríaca, los británicos estaban aliados con Austria; sin embargo en el momento de la guerra de los Siete Años se aliaron con su enemigo, Prusia. En marcado contraste con Francia, Gran Bretaña se esforzó para proseguir activamente la guerra en las colonias, aprovechando al máximo su potencia naval. Los británicos siguieron una doble estrategia: de bloqueo naval y bombardeo de los puertos enemigos, y también utilizaron su capacidad de transportar tropas por mar al máximo.

## Campaña de Silesia de 1740

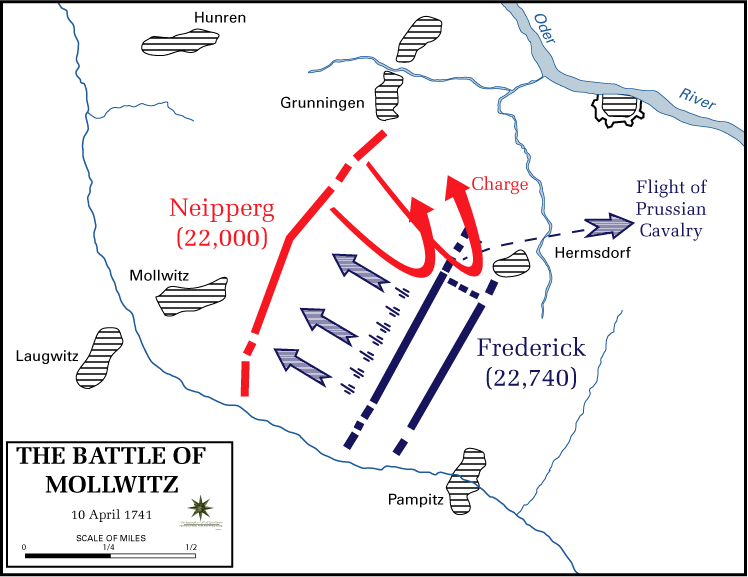
Batalla de Mollwitz

El rey de Prusia Federico II el Grande precipitó la guerra al invadir y ocupar Silesia en 1740. De un lado se encontraba la alianza formada por Baviera, Prusia, Sajonia, Francia, España (que estaba en guerra con Gran Bretaña desde 1739) y Cerdeña. Por otro, Austria, apoyada por las Provincias Unidas y Gran Bretaña.
Prusia en 1740 era una potencia emergente, pequeña pero bien organizada. Su nuevo rey Federico II quiso unificar las dispersas tenencias de la corona. El príncipe Federico tenía solo 28 años de edad, cuando el 31 de mayo de 1740 murió su padre Federico Guillermo I, el rey sargento. A pesar de que Prusia y Austria habían sido aliadas en la guerra de Sucesión polaca (1733-1738), los intereses de los dos países se enfrentaron cuando el emperador del Sacro Imperio Romano Germánico, Carlos VI, falleció el 20 de octubre de 1740.
El emperador Carlos VI había estado trabajando para asegurar la sucesión de su hija, María Teresa, al trono como emperatriz del Sacro Imperio Romano Germánico. Aunque la ley sálica impedía la sucesión por línea femenina, Carlos VI logró obtener el consentimiento de varios de los Estados que formaban parte del Sacro Imperio mediante la redacción de la Pragmática Sanción de 1713, que eludió la ley sálica para permitir que su hija accediera al trono. Sin embargo, Federico, al llegar al trono, rechazó la Pragmática Sanción e invadió Silesia el 16 de diciembre de 1740. Para sostener la legitimidad de su invasión, Federico utilizó como pretexto una interpretación de un tratado entre los Hohenzollern y los Piast de Brieg.
La única experiencia de combate reciente del Ejército prusiano fue su participación en la guerra de Sucesión polaca (campaña de Renania de 1733-1735). Nadie en el Sacro Imperio Romano Germánico confiaba en la nueva potencia en ascenso y, por lo tanto, el emperador no pidió ayuda contra los prusianos. Como consecuencia, el Ejército prusiano carecía de prestigio y era considerado como uno de los muchos ejércitos menores del Sacro Imperio. No obstante, nadie consideró el hecho de que el tamaño del Ejército prusiano (80 000 soldados) era demasiado grande para una población de 2,2 millones, llegando a representar un 4 % de la población total del reino. En comparación, el Imperio austríaco tenía 16 millones de ciudadanos, pero un ejército más pequeño que el prusiano debido a restricciones financieras.
Además, el Ejército prusiano estaba mejor entrenado que los demás ejércitos de Europa. El rey Federico Guillermo I y Leopoldo I, príncipe de Anhalt-Dessau, habían reformado al Ejército prusiano hasta llegar a una perfección entonces desconocida en Europa. El soldado de infantería prusiano estaba tan bien entrenado y bien equipado que podía disparar cuatro tiros por minuto, en comparación a los tres tiros por minuto que podía disparar un austriaco; a pesar de que la caballería y artillería eran menos eficientes, seguían siendo superiores al promedio. Además, mientras que los austriacos tenían que esperar a que se reclutaran hombres para completar sus fuerzas, los prusianos contaban con regimientos permanentes. Con este ejército no era de extrañar que Federico fuera capaz de invadir Silesia. Sin embargo, Federico decidió obtener todas las ventajas posibles en la guerra. Le ordenó al ministro de Asuntos Exteriores Heinrich von Podewils que negociara un tratado secreto con Francia (firmado en abril de 1739) para poner a Austria en una guerra de dos frentes. De este modo, Prusia podría atacar a los austriacos en el este, mientras que Francia atacaría a Austria desde el oeste.
El Ejército prusiano se concentró a lo largo del río Oder a principios de diciembre, y el 16 de diciembre de 1740, sin declaración de guerra, Federico atravesó con su ejército la frontera de Silesia. Las fuerzas que disponían los generales austríacos consistían únicamente en las guarniciones de algunas fortalezas. De estas fortalezas silesianas, solamente Glogau, Breslavia y Brieg permanecieron en manos austríacas al inicio de la campaña de Federico. Los prusianos fueron capaces de capturar la fortaleza de Ohlau casi de inmediato, la cual utilizarían como cuartel de invierno. Así, casi sin resistencia, los prusianos fueron capaces de apoderarse de una gran parte de Silesia, duplicando su territorio y población.

## Campaña de Bohemia de 1741
A principios de año, un nuevo Ejército austríaco, al mando del general Wilhelm Reinhard von Neipperg marchó sobre Brieg, amenazando con cortar la retirada de los prusianos. El 10 de abril de 1741, el ejército de Federico II se enfrentó a los austríacos en los campos nevados cerca de Mollwitz (batalla de Mollwitz). Esta fue la primera vez que Federico entraba en combate. Su gran victoria sería de gran ayuda para la experiencia del joven rey.
El 5 de junio, Federico II logró concretar una alianza con los franceses con la firma del Tratado de Breslavia. En consecuencia, los franceses comenzaron a cruzar el Rin el 15 de agosto de 1741 y se unieron a las tropas del elector de Baviera en el Danubio y avanzaron hacia Viena. Las fuerzas combinadas de franceses y bávaros conquistaron la ciudad austriaca de Linz el 14 de septiembre. Sin embargo, el objetivo cambió de repente, y después de muchas contramarchas las fuerzas franco-bávaras se dirigieron hacia Praga. Un cuerpo francés avanzó a través de Amberg y Pilsen. El elector de Baviera marchó sobre Budweis, y los sajones (que se habían unido a los aliados contra Austria) invadieron Bohemia por el valle del Elba. Al inicio, los austriacos ofrecieron poca resistencia, pero al poco tiempo un considerable Ejército austriaco intervino en Tábor entre el Danubio y los aliados, en tanto que las tropas austríacas de Neipperg se dirigían desde Silesia hacia el oeste para defender Viena.
Con esta disminución de las tropas austriacas en Silesia, Federico pudo concentrarse en capturar las fortalezas restantes que aún resistían a los prusianos. Antes de irse de Silesia, Neipperg había hecho un curioso acuerdo con Federico, el llamado acuerdo de Klein-Schnellendorf (9 de octubre de 1741). Mediante este acuerdo, la fortaleza de Neisse se rindió después de un sitio simulado, y los prusianos accedieron a que los austriacos se retiraran. Al mismo tiempo en septiembre de 1741, los húngaros, movilizados por el carisma de María Teresa, se unieron al esfuerzo bélico, contribuyendo con 60 000 tropas ligeras. Se formó un nuevo ejército bajo el mariscal de campo Khevenhüller en Viena, y los austríacos lanzaron una campaña de invierno contra las fuerzas franco-bávaras en Bohemia y el pequeño ejército de Baviera que se mantenía en la zona del Danubio para defender el Electorado.
Los franceses, mientras tanto, entraron en Praga el 26 de noviembre de 1741. Francisco Esteban, esposo de María Teresa, quien comandaba el Ejército austriaco en Bohemia, se movió demasiado lento para salvar la fortaleza. El elector de Baviera, que ahora se hacía llamar archiduque de Austria, fue coronado rey de Bohemia (9 de diciembre de 1741) y elegido emperador del Sacro Imperio con el nombre de Carlos VII (24 de enero de 1742).
Para diciembre, las acciones en Bohemia se redujeron a meras escaramuzas. En el Danubio, Khevenhüller, el mejor general de Austria, avanzó rápidamente e hizo retroceder a los aliados, cortándoles la retirada en Linz, para luego invadir Baviera. Múnich se rindió a los austríacos el mismo día de la coronación de Carlos VII.
Hacia finales de la campaña, los franceses, bajo el mando del viejo mariscal Broglie, mantenían un precario equilibrio en Bohemia, amenazados por el grueso del ejército austríaco y Khevenhüller, quien ocupaba Baviera. Por su parte, Federico II logró una tregua secreta con Austria.

## Campañas de 1742
La toma de Praga por Federico II de Prusia y la toma de Moravia por  el Emperador Carlos VII  por la toma de Baviera por los austríacos
Comenzó la 2.º Guerra de Silesia.
Junto con la toma de Olmutz por los prusianos en Bohemia.

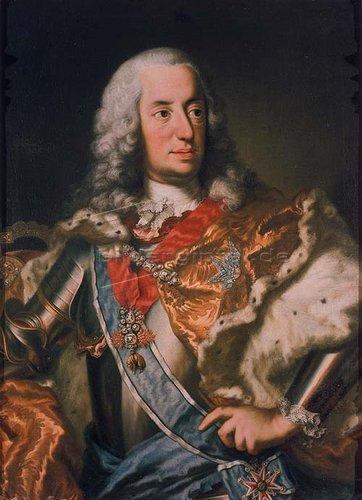
Carlos VII en 1742

## Campañas de 1745
La lucha se concentró en Países Flamencos (Fonteroy).

## Campañas de Italia  (1741-1747)
En Italia se enfrentaron españoles y franceses, por un lado, y austriacos por otro. En julio de 1741 se prepara un ejército español para trasladarlo a Italia con la intención de enfrentarse a sardos y austriacos. El 27 de septiembre de 1745, el Regimiento español de Caballería de la Reina asiste a la Batalla de Bassignana, sobre las orillas del río Tanaro en el Piamonte italiano, donde vence a los sardos y tras ponerles en fuga, los persigue hasta Valenza. Durante estas operaciones, capturan al enemigo sus almacenes de vestuario y monturas, de los que harán uso.

## Campañas posteriores

### América
La llamada guerra del Rey Jorge (1744-1748) representó la fase americana de la guerra de Sucesión austríaca, y la primera de las guerras carnáticas; constituyó la fase india de la misma, ambas libradas entre Francia y Gran Bretaña.

## Tratado de Aquisgrán (1748)
El Tratado de Aquisgrán puso fin a la guerra de Sucesión austríaca en 1748, así como a la llamada guerra del Rey Jorge. Establecía que todas las conquistas llevadas a cabo durante la misma fueran devueltas a sus dueños originales. María Teresa I conservó sus territorios, salvo Silesia, que fue cedida a Prusia con excepción de una pequeña proporción de terreno que se convertiría en la Silesia austríaca. España conseguía los ducados de Parma, Plasencia y Guastalla para Felipe I de Parma. El tratado devolvió Luisburgo (Canadá) a Francia y entregó Madrás (India) a los británicos.
La decisión de Austria de recuperar Silesia llevó a la guerra de los Siete Años (1756-1763), que dio continuación al conflicto entre Francia y Gran Bretaña por sus colonias en América y la India.